# Бредиг, Георг
Георг Бредиг (нем. Georg Bredig; 1868–1944) – немецкий учёный-физикохимик.

## Биография
Родился 1 октября 1868 года в Глогуве, ныне Польша, в еврейской семье Макса Бредига, который был торговцем.
В 1886 году Георг начал изучать естественные науки во Фрайбургском университете. После первого семестра обучения он перешел в Берлинский университет, где узнал о Вильгельме Оствальде из Лейпцигского университета и его исследованиях по физической химии. Увлеченный этим направлением науки, Георг Бредиг решил переехать в Лейпцигский университет, и с осени 1889 года он учился у Оствальда, а в 1894 году защитил докторскую диссертацию.
Затем Бредиг работал в течение года в лаборатории Якоба Вант-Гоффа в Амстердаме, в Париже с Марселеном Бертло и в Стокгольме со Сванте Аррениусом, после чего с осени 1895 года стал помощником Вильгельма Оствальда.
В 1901 году Бредиг был назначен доцентом в Гейдельбергском университете, где стал первым профессором по физической химии. В 1910 году он был назначен профессором в Швейцарскую высшую техническую школу Цюриха. Через год был назначен профессором физической химии в Техническом университете Карлсруэ вслед за Максом Ле Бланом, который стал преемником Оствальда в Лейпциге, и Фрицем Хабером, ставшим директором недавно основанного в Берлине Института физической химии имени Кайзера Вильгельма (ныне Fritz-Haber-Institut der Max-Planck-Gesellschaft). Работа Бредига в Карлсруэ прекратилась после Первой мировой войны. Хотя он получил звание почетного доктора Ростокского университета, в послевоенный период в его работе преобладали трудоемкие учебные обязанности и большая административная нагрузка. К тому же в учебный период 1922/23 годов он был директором этого института. Из-за тяжелой болезни ему пришлось дважды перенести операции в 1924 и 1929 годах, однако он выздоровел и смог вернуться к работе.
Когда к власти в Германии пришли национал-социалисты, они прекратили преподавательскую и исследовательскую деятельность Георга Бредига, тем не менее, он остался в Карлсруэ. Его сын эмигрировал в Соединенные Штаты в 1937 году. Во время погрома «Хрустальная ночь» и муж его дочери доктор Viktor Homburger были арестованы в числе 500 евреев в Карлсруэ. В 1939 году дочь и сын убедили Бредига покинуть Германию и отправиться в Нидерланды, куда он выехал с помощью своего давнего друга профессора Эрнста Когена (Коген остался в Германии, попал в Освенцим, где погиб в 1944 году). В 1940 году из Нидерландов Георг Бредиг приехал в США, где жил до конца жизни со своим сыном в Нью-Йорке.
Умер 24 апреля 1944 года в Нью-Йорке.

### Семья
В 1901 году Георг Бредиг женился на Rosa Fraenkel (умерла в 1933 году), с которой у него было двое детей: сын Max Albert и дочь Marianne.
В 1941 году Макс Альберт освободил свою сестру и зятя из концлагеря Гюрс и тоже помог им уехать в Соединенные Штаты.